# Eva Ekman
Eva Britt Ekman, ogift Hellström, född 30 april 1938 i Kungsholms församling i Stockholm, är en svensk fotomodell, perukmakare, maskör och sminkör.
Eva Ekman var i unga år verksam som fotomodell och blev sedermera perukmakare, maskör och sminkör. Hon har arbetat med filmproduktioner som Baksmälla (1973), Sven Klangs kvintett (1976), En och en (1978), Herr Puntila och hans dräng Matti (1979), Sally och friheten (1981), julkalendern Lille Luj och Änglaljus i strumpornas hus (1983), Daghemmet Lyckan (1987) och Rusar i hans famn (1996).
Första gången var hon gift 1962–1971 med regissören Mikael Ekman (född 1943), bror till Gösta Ekman (den yngre), och fick dottern Sanna Ekman (född 1965). Andra gången gifte hon sig 1997 med Bo Lundberg (född 1947).

## Filmografi i urval
- 1973 – Baksmälla (sminkör)
- 1976 – Sven Klangs kvintett (sminkör)
- 1978 – En och en (sminkör)
- 1979 – Herr Puntila och hans dräng Matti (sminkör)
- 1981 – Sally och friheten (sminkör)
- 1983 – Lille Luj och Änglaljus i strumpornas hus
- 1985 – Snutliv (sminkör)
- 1987 – Daghemmet Lyckan (TV-serie) (maskör)
- 1990 – I skog och mark (sminkör)
- 1996 – Rusar i hans famn (maskör)

## Teater
- 2002 – En natt i den svenska sommaren (Dramaten) (sminkör)[5]